# Caruso St John

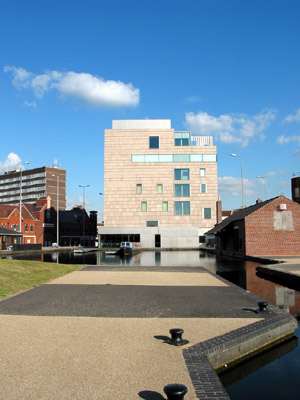
Walsall New Art Gallery, Storbritannien

Caruso St John är ett brittiskt arkitektkontor, grundat 1990 av Adam Caruso och Peter St John.
År 2004 fick Caruso St John, tillsammans med konstnären Eva Löfdahl, Sveriges Arkitekters Sienapris för förnyelse av Stortorget i Kalmar.